# Hoài Lâm
Nguyễn Tuấn Lộc (sinh ngày 1 tháng 7 năm 1995), thường được biết đến với nghệ danh Hoài Lâm, nhưng sau này lại đổi thành Tuấn Lộc. là một nam ca sĩ kiêm diễn viên người Việt Nam. Anh từng giành 1 giải Cống hiến và được công chúng Việt Nam đặc biệt chú ý sau khi giành giải quán quân chương trình truyền hình thực tế Gương mặt thân quen mùa thứ hai năm 2014.
Những dòng nhạc chính anh theo đuổi là nhạc trữ tình, nhạc vàng, nhạc trẻ, anh cũng từng thể hiện một số tác phẩm cải lương, dân ca. Hoài Lâm được nghệ sĩ Hoài Linh nhận làm con nuôi từ khi mới bắt đầu xây dựng sự nghiệp.
Từ năm 2020, khi hát nhạc rap, Hoài Lâm lấy thêm nghệ danh mới là Loc và Young Luuli, đặc biệt là khi biểu diễn cùng ban nhạc 3 thành viên Deep Trôi.

## Cuộc đời và sự nghiệp

### 1995–2012: Thời thơ ấu và khởi nghiệp
Hoài Lâm có tên khai sinh là Nguyễn Tuấn Lộc, sinh ngày 1/7/1995 tại xã Tân Lược, huyện Bình Tân, tỉnh Vĩnh Long, miền Tây Nam Bộ, Việt Nam. Hoài Lâm là con một, được sinh ra trong một gia đình có truyền thống nghệ thuật. Cha của Hoài Lâm là một nghệ sĩ cải lương, từng có thời gian hoạt động nghệ thuật cùng Nghệ sĩ ưu tú Cẩm Tiên, một trong những nghệ sĩ cải lương nổi tiếng tại Thành phố Hồ Chí Minh. Bố đẻ của Hoài Lâm tên là Nguyễn Văn Mỡ, mẹ của Hoài Lâm tên là Thái Thanh Loan. Hai ông bà tham gia quản lý một đoàn nghệ thuật cải lương tại tỉnh Vĩnh Long, chuyên tổ chức các buổi biểu diễn cải lương tại các hội chợ ở Vĩnh Long.
Năm 2008, khi mới 13 tuổi, qua sự giới thiệu của cha ruột, Hoài Lâm lên Thành phố Hồ Chí Minh để liên lạc với nghệ sĩ hài Hoài Linh, xin theo học nghề hát và diễn xuất. Sau một thời gian thuyết phục, Hoài Lâm được Hoài Linh đồng ý nhận làm con nuôi, chính thức đặt nghệ danh "Hoài Lâm", cho ở cùng nhà riêng để học nghề. Ngoài việc truyền đạt các kỹ năng nghề nghiệp, Hoài Linh cũng giới thiệu cho Hoài Lâm tham gia một số chương trình hài kịch, ca nhạc. Anh cũng thường xuyên cho Hoài Lâm tham gia các chương trình của mình, có thể diễn cùng hoặc phụ trách vai trò hậu cần. Hoài Lâm thường gọi Hoài Linh là "bố" (để phân biệt với cha ruột, gọi là "cha"). Qua sự giới thiệu của Hoài Linh, Hoài Lâm được nam ca sĩ Đàm Vĩnh Hưng nhận làm học trò và hướng dẫn luyện thanh, truyền đạt các kỹ năng sân khấu. Một số thông tin cho rằng việc Đàm Vĩnh Hưng giúp Hoài Lâm là để đáp lại việc Hoài Linh đã giúp đỡ Đàm Vĩnh Hưng khi mới vào nghề ca sĩ trước đây. Một trong những màn xuất hiện đầu tiên của Hoài Lâm với vai trò ca sĩ là ở Liveshow "Câu hát tình quê" kỷ niệm 9 năm ca hát của nữ ca sĩ Bích Thảo vào ngày 3 - 04/3/2009 tại Sân khấu Cầu Vồng 126, Thành phố Hồ Chí Minh.

### 2013–2018:Về đâu mái tóc người thương,Gương mặt thân quenvà diễn xuất
Tháng 12 năm 2013, Hoài Lâm thực hiện album ca nhạc đầu tiên với tựa đề Về đâu mái tóc người thương do Trung tâm băng nhạc Rạng Đông sản xuất và phát hành với 9 ca khúc nhạc trữ tình. Năm 2013, Hoài Lâm lần đầu xuất hiện trên sân khấu Gương mặt thân quen (mùa thứ nhất) với vai trò khách mời của chương trình tại show thứ 9. Tại đây, Hoài Lâm biểu diễn ca khúc "Về đâu mái tóc người thương" và màn giả giọng các ca sĩ: Duy Mạnh, Hồng Ngọc. Tiếp đó, anh cũng xuất hiện trong Gala chung kết của chương trình này với màn biểu diễn ca khúc "Nghĩ về cha" cùng với giám khảo Hoài Linh.
Là một ca sĩ trẻ mới vào nghề, Hoài Lâm được một bộ phận nhỏ công chúng biết đến, chủ yếu là khách phòng trà yêu thích nhạc trữ tình tại Thành phố Hồ Chí Minh và một số tỉnh miền Tây Nam Bộ. Tuy nhiên, sau khi tham gia và giành chiến thắng thuyết phục trong chương trình truyền hình thực tế Gương mặt thân quen mùa 2 năm 2014, tên tuổi Hoài Lâm đã trở nên phổ biến trong ngành nghệ thuật biểu diễn và công chúng yêu nhạc Việt Nam ở nhiều lứa tuổi. Năm 2014, qua sự giới thiệu của nhạc sĩ Đức Huy (một trong các giám khảo của chương trình), Hoài Lâm đã đăng ký tham gia "Gương mặt thân quen" mùa thứ 2. Trong 12 số của chương trình này, anh đóng vai 13 ca sĩ trong và ngoài nước: Celine Dion, Mario Maurer, Andrea Bocelli, Marc Anthony, Đông Nhi, Khắc Triệu, Adele, Quang Lê, Nguyễn Hưng, Sơn Tùng M-TP, Hà Thị Cầu, Thanh Nga, Thanh Sang. Sau 11 show đầu, anh đạt số điểm tích lũy là 393 điểm, dẫn đầu 6 thí sinh tham gia chương trình. Tại Gala chung kết, với màn hóa thân kép hai nghệ sĩ Thanh Nga và Thanh Sang, anh tiếp tục đạt số điểm cao nhất, giành giải quán quân của chương trình theo đánh giá của Ban giám khảo và đồng thời là thí sinh được khán giả bình chọn nhiều nhất với 58,15% tổng số khán giả bình chọn qua tin nhắn SMS và qua trang web chính thức của chương trình. Sau khi tham gia chương trình "Gương mặt thân quen" năm 2014, một số ca khúc do anh trình diễn trong chương trình này đã tạo hiệu ứng mạnh mẽ, thu hút được sự chú ý đặc biệt của công chúng. Bên cạnh đó, Hoài Lâm cũng tự thu âm một số ca khúc nhạc trẻ cover lại của một số ca sĩ nổi tiếng. Tuy các bản thu này không được phát hành chính thức nhưng cũng đã được nghe, xem và chia sẻ khá nhiều lượt trên một số trang web nghe nhạc trực tuyến và mạng xã hội lớn ở Việt Nam như: Zing MP3, YouTube, Nhạc Của Tui...
Ngày 5/8/2014, Hoài Lâm chính thức phát hành trên trang mạng nghe nhạc trực tuyến Zing MP3 single nhạc trẻ đầu tiên có tên: "Như những phút ban đầu" do nhạc sĩ Phùng Tiến Minh sáng tác. Single này đã thu hút được 1 triệu lượt nghe trên trang Zing MP3 sau 67 giờ phát hành (từ 16h00 ngày 5/8/2014 đến 11h00 ngày 8/8/2014) và đạt 10 triệu lượt nghe sau 23 ngày ra mắt (12h09 ngày 28/8/2014). Ngày 2/9/2014, ca khúc "Như những phút ban đầu" và album Về đâu mái tóc người thương của ca sĩ Hoài Lâm đồng loạt giành vị trí thứ nhất Bảng xếp hạng Zing MP3, một trong những bảng xếp hạng âm nhạc trực tuyến được nhiều người theo dõi nhất tại Việt Nam. Ngày 20/11/2014, Hoài Lâm phát hành single thứ hai đồng thời là sáng tác đầu tay có tên: "Có khi". Ca khúc này đã nhận được 1 triệu lượt nghe trên Zing sau 28 giờ phát hành, tính đến thời điểm hiện tại, ca khúc đã có gần 40 triệu lượt nghe (25/12/2015). Ngày 28/1/2015, Hoài Lâm phát hành MV phim ngắn đầu tiên do anh đạo diễn có tên: "Làm Cha", tính đến thời điểm hiện tại, MV đã có hơn 22 triệu lượt xem (25/12/2015). Ngày 10/2/2015, Hoài Lâm phát hành album Quay về gồm 4 bài hát: Quay về, Làm Cha, Mẹ, Ngày Nào Còn Bé, tính đến thời điểm hiện tại, Album đã có gần 2 triệu lượt nghe (25/12/2015). Ngày 16/05/2015, Hoài Lâm phát hành album Vol.2 Cô bé ngày xưa với 8 ca khúc nhạc trữ tình. Album đạt 1 triệu lượt nghe sau 2 ngày phát hành và đứng nhất Bảng xếp hạng Zing MP3 vào ngày 26/05/2015 với điểm cao gấp 4 lần album xếp hạng 2. Tính đến 25/12/2015, album đã có gần 39 triệu lượt nghe (25/12/2015). Anh cũng tham gia nhiều chương trình của Paris By Night từ 2015-2018.
Hoài Lâm cũng thể hiện khả năng diễn xuất, tấu hài khá cuốn hút. Anh thường đóng vai phụ trong một số tiểu phẩm hài của nghệ sĩ Hoài Linh và các tiết mục của Sân khấu kịch Nụ cười Mới - Thành phố Hồ Chí Minh. Anh cũng tham gia một số bộ phim truyền hình như: Những con búp bê, Cha rơi, Giọt lệ bên sông, Đoạn trường nam ai... Năm 2014, Hoài Lâm đã tham gia phim hài Tết Quý tử bất đắc dĩ cùng với các diễn viên gạo cội và bố Hoài Linh và được công chiếu vào ngày 12/2/2015 ở rạp khắp toàn quốc và nhận được rất nhiều phản hồi tích cực từ khán giả. Năm 2015, Hoài Lâm tiếp tục góp mặt trong phim Tết Tía tui là cao thủ, được công chiếu vào ngày 29/01/2016 ở các rạp trên toàn quốc và đạt doanh thu 50 tỷ chỉ sau 3 tuần ra mắt. Ngày 6 tháng 4 năm 2018 bộ phim Yêu em bất chấp với Hoài Lâm đóng vai chính được ra mắt. Tháng 10 năm 2018, Hoài Lâm tuyên bố tạm thời giải nghệ hai năm.

### 2019–nay: "Hoa nở không màu" và hôn nhân
Mặc dù tuyên bố tạm thời giải nghệ trước đó, Hoài Lâm có một thời gian ngắn tham gia một số hoạt động nghệ thuật trong năm 2019. Hoài Lâm đã tham gia với vai Hoàng tử Caribe trong kịch Phù thổ và 8 nàng tiên tháng 7, tham gia với vai Xuân trong kịch Lan và Điệp tháng 8, liveshow lớn Có những niềm riêng của Đàm Vĩnh Hưng tháng 10, ra mắt ca khúc "Rất buồn" tháng 11/2019. Cuối tháng 12 năm 2019, anh cho biết sức khỏe chưa cho phép để anh có thể quay lại sân khấu và sẽ trở lại khi sức khỏe tốt nhất.
Hoài Lâm hẹn hò với Lư Hoàng Bảo Ngọc (em gái nghệ sĩ hài Gia Bảo, cháu gái NSƯT Bảo Quốc) từ năm 2011. Tháng 7 năm 2019, anh tuyên bố đã đăng kí kết hôn với Bảo Ngọc, đồng thời cũng đã tổ chức đám cưới. Từ năm 2020 đến nay, anh hiện có hai con gái là Vy Lâm và Vy Lam. Ngày 25/6/2020, Bảo Ngọc xác nhận đã ly hôn với anh bằng dòng trạng thái trên Facebook.
Hoài Lâm đã gặt hái một số thành công nhất định trong năm 2020. Tháng 5/2020, anh ra mắt ca khúc "Hoa nở không màu" của nhạc sĩ Nguyễn Minh Cường. Phiên bản acoustic của bài hát đã thu hút nhiều quan tâm từ khán giả và đạt đến Top 3 Trending Âm nhạc của YouTube Việt Nam. Tháng 6/2020, anh tiếp tục hợp tác với nhạc sĩ Nguyễn Minh Cường ra mắt ca khúc "Buồn làm chi em ơi". Anh cũng cho ra mắt các ca khúc nhạc phim "Chỉ cần được bên em" (phim Sứ mệnh sinh tử), "Cô đơn trong nhà mình" (phim Vua bánh mì). Anh còn với hoạt động nhạc rap với nhiều nghệ danh như Lộc Aka, Young HL, Young Luuli. Ngày 30/10/2020 trên trang Facebook cá nhân của Hoài Lâm thông báo đạt nút vàng từ YouTube với con số 1 triệu lượt theo dõi. Tháng 1/2021, ca khúc "Hoa nở không màu" của anh đạt giải "Bài hát của năm" của Giải thưởng Âm nhạc Cống hiến.
Tối ngày 12/3/2024, ca sĩ Hoài Lâm công khai bạn gái kém 8 tuổi sau khoảng thời gian hẹn hò 3 năm. Bạn gái Hoài Lâm tên Kim Ngân.

## Phong cách nghệ thuật
Tuy là ca sĩ trẻ nhưng Hoài Lâm có diện người hâm mộ khá đa dạng do anh thể hiện được thành công nhiều thể loại nhạc khác nhau, từ nhạc trữ tình, nhạc vàng, nhạc mang âm hưởng dân ca, cải lương, vọng cổ, hát xẩm đến nhạc trẻ..., anh có thể chơi được nhiều loại nhạc cụ khác nhau như trống, piano, ghita... Sự hâm mộ Hoài Lâm trong công chúng một phần do hiệu ứng đặc biệt từ thành công của chương trình "Gương mặt thân quen" 2014, bên cạnh đó, Hoài Lâm cũng chiếm được cảm tình của người hâm mộ vì đã chọn theo đuổi dòng nhạc trữ tình quê hương, là một điểm đặc biệt nổi trội so với các ca sĩ trẻ khác.

## Thành tựu
| Năm  | Giải thưởng              | Hạng mục                                                 | Tư cách nhận giải  | Kết quả   | Ct     |
| ---- | ------------------------ | -------------------------------------------------------- | ------------------ | --------- | ------ |
| 2014 | Làn Sóng Xanh            | Gương mặt phát hiện                                      |                    | Đề cử     |        |
| 2014 | Giải Mai Vàng            | Ca sĩ hát nhạc âm hưởng dân ca                           | "Nhạc xẩm ru con"  | Đề cử     |        |
| 2014 | Giải Mai Vàng            | Top 10 ca sĩ của năm                                     |                    | Đoạt giải |        |
| 2014 | Zing Music Awards        | Nghệ sĩ mới của năm                                      |                    | Đề cử     |        |
| 2014 | Gương mặt thân quen 2014 | Quán quân                                                |                    | Đoạt giải | [ 15 ] |
| 2014 | WeChoice Awards          | Nam ca sĩ trẻ của năm                                    |                    | Đoạt giải | [ 16 ] |
| 2015 | Giải Mai Vàng            | Nam ca sĩ nhạc nhẹ                                       | "Cô bé ngày xưa"   | Đề cử     |        |
| 2015 | Giải Mai Vàng            | Ca sĩ hát nhạc âm hưởng dân ca                           | "Sa mưa giông"     | Đoạt giải | [ 17 ] |
| 2015 | Giải Mai Vàng            | Top 10 ca sĩ của năm                                     |                    | Đoạt giải |        |
| 2015 | Làn Sóng Xanh            | Nam ca sĩ trẻ triển vọng                                 |                    | Đoạt giải | [ 18 ] |
| 2015 | Zing Music Awards        | Nam ca sĩ được yêu thích nhất                            |                    | Đề cử     |        |
| 2015 | Zing Music Awards        | Music video đứng đầu nhiều tuần nhất trong bảng xếp hạng |                    | Đề cử     |        |
| 2015 | Zing Music Awards        | Album đứng đầu nhiều tuần nhất trong bảng xếp hạng       |                    | Đề cử     |        |
| 2015 | Yan Vpop 20 Awards       | Top 20 ca sĩ                                             |                    | Đoạt giải |        |
| 2015 | Bài hát yêu thích        | Bài hát yêu thích tháng 9                                | "Có khi"           | Đoạt giải | [ 19 ] |
| 2015 | Bài hát yêu thích        | Bài hát yêu thích tháng 10                               | "Có khi"           | Đoạt giải | [ 19 ] |
| 2015 | Bài hát yêu thích        | Bài hát yêu thích tháng 11                               | "Có khi"           | Đoạt giải | [ 19 ] |
| 2015 | Bài hát yêu thích        | Bài hát yêu thích của năm                                | "Có khi"           | Đoạt giải | [ 19 ] |
| 2020 | Âm nhạc Cống hiến        | Bài hát của năm                                          | "Hoa nở không màu" | Đoạt giải | [ 12 ] |
| 2020 | Giải Mai Vàng            | Nam ca sĩ nhạc nhẹ                                       | "Hoa nở không màu" | Đề cử     |        |
| 2020 | Làn Sóng Xanh            | Nam ca sĩ của năm                                        |                    | Đề cử     |        |
| 2020 | Làn Sóng Xanh            | Ca khúc của năm                                          | "Hoa nở không màu" | Đoạt giải | [ 20 ] |
| 2020 | Làn Sóng Xanh            | Bài hát hiện tượng                                       | "Hoa nở không màu" | Đề cử     |        |
| 2020 | Làn Sóng Xanh            | Top 10 ca khúc được yêu thích                            | "Hoa nở không màu" | Đoạt giải |        |

## Danh sách đĩa nhạc

### Album phòng thu
| Năm  | Album                       | Danh sách ca khúc |
| ---- | --------------------------- | --- |
| 2013 | Về đâu mái tóc người thương | - Về đâu mái tóc người thương (Hoài Linh) - Chuyện đêm mưa (Nguyễn Hiền, Hoài Linh) - Ngại ngùng (Quốc Dũng) - Xót xa (Tô Thanh Tùng) - Giã từ đêm mưa (Văn Phụng) - Xin vẫy tay chào (Tú Nhi) - Kiếp nghèo (Lam Phương) - Sầu lẻ bóng (Anh Bằng) - Người ngoài phố (Anh Việt Thu) |
| 2015 | Quay về                     | - Quay về - Làm cha - Mẹ - Ngày nào còn bé |
| 2015 | Cô bé ngày xưa              | - Gặp nhau làm ngơ (Trần Thiện Thanh) - Thuyền hoa (Phạm Thế Mỹ) - Cô bé ngày xưa (Hoài Linh) - Không giờ rồi (Vinh Sử) - Nối lại tình xưa (Ngân Giang, Vinh Sử) - Chuyến đò không em (Hoài Linh, Anh Phong) - Người tình mo cau (Trường Giang Thủy) - Phố buồn (Phạm Duy)         |

### Đĩa đơn và Video âm nhạc
| Năm  | Danh sách ca khúc                                                                    |
| ---- | ------------------------------------------------------------------------------------ |
| 2014 | - Như những phút ban đầu - Có khi - Làm cha - Quay về - Ngày nào còn bé - Chính mình |

### Trình diễn trên sân khấuParis By Night
| #  | Ca khúc                                  | Sáng tác        | Chương trình       | Năm  |
| -- | ---------------------------------------- | --------------- | ------------------ | ---- |
| 1  | Chiều Xuân Xa Nhà                        | Nhật Ngân       | Paris By Night 113 | 2015 |
| 2  | Về Đâu Mái Tóc Người Thương              | Hoài Linh       | Paris By Night 113 | 2015 |
| 3  | Trộm Nhìn Nhau                           | Trầm Tử Thiêng  | Paris By Night 115 | 2015 |
| 4  | Mùa Xuân Xa Quê (với Mai Thiên Vân)      | Hà Sơn          | Paris By Night 116 | 2015 |
| 5  | Lưu Bút Ngày Xanh                        | Thanh Sơn       | Paris By Night 117 | 2016 |
| 6  | Cho Vừa Lòng Em]                         | Phan Trần       | Paris By Night 119 | 2016 |
| 7  | Thói Đời                                 | Trúc Phương     | Paris By Night 120 | 2016 |
| 8  | Anh Yêu Em Vào Cõi Chết (với Đan Nguyên) | Phạm Duy        | Paris By Night 121 | 2017 |
| 9  | Thy                                      | Hoài Lâm        | Paris By Night 122 | 2017 |
| 10 | Xót Xa                                   | Lam Phương      | Paris By Night 123 | 2017 |
| 11 | Đêm Nghe Điệu Hoài Lang (với Hoài Linh)  | Vũ Đức Sao Biển | Paris By Night 126 | 2018 |
| 12 | Gửi Cha Lời Tha Thiết                    | Thái Thịnh      | Paris By Night 136 | 2024 |

### Các bài hát khác
- 60 năm cuộc đời
- Anh còn nợ em
- Anh cứ ngỡ
- Bà Năm
- Bản tình ca mùa đông
- Bà mẹ quê
- Bài ca kỉ niệm
- Bài thánh ca buồn
- Biển tình
- Bao giờ biết tương tư
- Bên em là biển rộng
- By my side
- Buồn làm chi em ơi
- Buồn ơi chào mi
- Buông tay lặng im
- Bức tranh từ nước mắt
- Còn thương rau đắng mọc sau hè
- Cảm ơn tình yêu tôi
- Cay đắng bờ môi
- Câu chuyện đầu năm
- Cần lắm
- Chân tình
- Chính mình
- Chỉ cần được bên em
- Chỉ riêng mình ta
- Cho vừa lòng nhau
- Chờ đông
- Chờ người
- Chơi vơi trong cơn đau
- Chuyến tàu hoàng hôn
- Có khi nào rời xa
- Con đường tình yêu
- Con đường xưa em đi
- Con khóc
- Còn những đêm buồn
- Cô đơn trong nhà mình
- Cơn gió thoảng
- Cơn mưa tình yêu
- Dấu chôn tình buồn
- Duyên kiếp
- Duyên phận
- Đã biết sẽ có ngày hôm qua
- Đạo làm con
- Đèn khuya
- Để nhớ một thời ta đã yêu
- Đêm Gành Hào nghe điệu hoài lang
- Điệu buồn phương Nam
- Đoạn cuối tình yêu
- Đón xuân này nhớ xuân xưa
- Đổi thay
- Đông
- Đừng lừa dối
- Đừng nhắc chuyện lòng
- Đời có mấy khi
- Em đi trên cỏ non
- Gánh mẹ
- Giật mình trong đêm
- Giọt lệ đài trang
- Hai chuyến tàu đêm
- Hàn Mặc Tử
- Hát nữa đi em
- Hồi tưởng
- Hãy quên anh
- Hai mùa Noel
- Hoa nở không màu
- Hoa nở vô thường
- I want to spend my lifetime loving you
- Khi người lớn cô đơn
- Kiếp nghèo
- Khổ vì yêu nàng
- Không còn mùa thu
- Lại gần hôn anh
- Lắng nghe nước mắt
- Linh hồn đã mất
- Linh hồn tượng đá
- Lòng mẹ
- Lời yêu thương
- Mộng mị
- Một người đi
- Một thời đã xa
- Mùa thu cho em
- Mưa đêm tỉnh nhỏ
- Ngăn cách
- Nghĩ về cha
- Ngại ngùng
- Nhẫn cỏ trao em
- Nếu yêu là định mệnh
- Nhỏ ơi
- Nhớ nhau hoài
- Nhớ ngoại
- Như những phút ban đầu
- Người đến sau sẽ cho người tất cả
- Như ngày xưa em đến
- Những ngày đẹp trời
- Nỗi buồn mẹ tôi
- Nỗi buồn hoa phượng
- Nỗi nhớ cao nguyên
- Nội tôi
- Nơi tình yêu bắt đầu
- Nơi tình yêu kết thúc
- Phận tơ tằm
- Quán nửa khuya
- Quay về
- Rất buồn
- Ru lại câu hò
- Sa mưa giông
- Sao chưa thấy hồi âm
- Sầu đông
- Sầu lẻ bóng
- Sầu tím thiệp hồng
- Sóc sờ bai Sóc Trăng
- Thành phố buồn
- Thương nhớ người dưng
- Tiếng trống Mê Linh
- Tình cha
- Tình chết theo mùa đông
- Tình đời
- Tôi đưa em sang sông
- Trả nợ tình xa
- Trái tim bên lề
- Tương tư nàng ca sĩ
- Về quê cắm câu
- Về bên cha
- Về đâu mái tóc người thương
- Về đi em
- Về miền Tây
- Vết thương cuối cùng
- Xa em kỷ niệm
- Xin cho tôi
- Xin lỗi vì đã yêu nhau
- Xuân đẹp làm sao
- Xuân này còn không về
- Yêu thương ngày đó

## Phim đã tham gia
- Sự thật vô hình (2011)
- Cha rơi (2014) - Tuấn
- Những con búp bê (2014) - vai Bình
- Đoạn trường nam ai (2015)
- Quý tử bất đắc dĩ (2015)
- Giọt lệ bên sông (2015)
- Tía tui là cao thủ (2016) - vai Dũng
- Yêu em bất chấp (2018)